# ليوبارد 2
الليوبارد 2 (بالألمانية: Leopard 2) هي دبابة قتال رئيسية ألمانية من إنتاج شركة كراوس مافي ويجمان. تم تطوير الدبابة كبديل للدبابة الليوبارد 1 التي حققت نجاحاً ملحوظاً في وقتها. تم إنتاج الليوبارد 1 في عام 1963، ووصل عدد الدبابات المنتجة منها إلى 6 آلاف دبابة. أما الليوبارد 2 فتم إنتاجها لأول مرة عام 1979، وهي في الخدمة حالياً في النمسا، والدانمارك، وألمانيا، وهولندا، والنرويج، وسويسرا، والسويد، وإسبانيا، وفنلندا، وبولندا واليونان.
```
تم إنتاج أكثر من 3,200 دبابة وما زال الإنتاج مستمرا.
[
4
]
```

يستخدم النموذج الحالي من هذه الدبابة، Leopard 2 A6، مدفعاً رئيسياً من النوعL 55، ذا السبطانة الملساء الطويلة، ويتميز بوجود محرك احتياطي، وحماية مطورة ضد الألغام؛ إضافة إلى نظام لتكييف الهواء. وتعمد الحكومة الألمانية حالياً إلى تطوير 225 دبابة من النموذج 2 A5 إلى النموذج 2 A6؛ وتسلمت أول دبابة مطورة في مارس2001. كما طلبت حكومة هولندا تطوير 180 دبابة من دباباتها إلى النموذج 2 A6، وتسلمت أولها في سبتمبر 2001. حصلت شركة GDSBS الأسبانية على رخصة لإنتاج 219 دبابة من النموذج 2 A6 في أسبانيا. كما تعاقدت السويد على إنتاج 120 دبابة من النموذج 2 S الحديث، الذي يتضمن نظاماً جديداً للقيادة والسيطرة، ودرعاً سلبياً جديداً متطوراً.
الدبابة مزودة بكاميرا تلفزيونية لها زاوية رؤية رأسية وأفقية 65 درجة. وتستخدم درعاً من المواد المركبة من الجيل الثالث. تستخدم الدبابة نظام قيادة النيران Peri – R 17A 2 المزود بمنظومة رؤية وتسديد، تعمل ليلاً ونهاراً، ومجال رؤيتها 360 درجة؛ والرامي يستخدم جهاز رؤية ليلية من النوع EMES 15، من إنتاج شركة STN Elektronik. والدبابة مزودة بجهاز تحديد مسافة، يعمل بأشعة الليزر من النوع CE 628، من إنتاج شركة Zeiss، ويبلغ أقصى مدى للجهاز 10 كم، بخطأ في التحديد لا يزيد على 20 م.

## المستخدمون
بالإضافة إلى قدرتها القتالية العالية فهي تستطيع عبور الأنهار وتستمر في القتال.
- تركيا : 354 دبابة .
- ألمانيا : 250 دبابة .
- إسبانيا : 327 دبابة .
- بولندا : 247 دبابة .
- تشيلي : 132 دبابة .
- سويسرا : 380 دبابة .
- السويد : 120 دبابة .
- إندونيسيا : 103 دبابة .
- سنغافورة : 182 دبابة .
- فنلندا : 100 دبابة .
- كندا : 170 دبابة .
- هولندا : 445 دبابة .
- النرويج : 53 دبابة .
- النمسا : 114 دبابة .
- اليونان : 353 دبابة .
- الدنمارك : 63 دبابة .
- المجر : 44 دبابة .
- البرتغال : 37 دبابة .

### تحت الطلب
- قطر[5][6]
- بلغاريا